# Troisième circonscription d'Esitie
La troisième circonscription d'Esitie est une des 135 circonscriptions législatives de l'État fédéré Amhara, elle se situe dans la Zone Sud Gonder. Son représentant actuel est Gebeyaw Alemu Mihretie.